# Lista de novelistas
Nota: se procura autores de telenovelas, consulte Autores de telenovela
Esta é uma lista de autores de novelas.

## A
- Íris Abravanel - Brasil
- Henry Brooks Adams - EUA
- Kingsley Amis - Inglaterra
- Martin Amis - Inglaterra
- Jane Austen - Inglaterra
- Silvio de Abreu - Brasil
- Mariano Azuela - México

## B
- James Baldwin - EUA
- Iain M. Banks - Inglaterra
- H. E. Bates - Inglaterra
- Samuel Beckett - Irlanda (em francês)
- Arnold Bennett - Inglaterra
- Ambrose Bierce - EUA
- Paul Bourget - França
- Karin Boye - Suécia
- Pearl S. Buck - EUA
- Charles Bukowski - EUA
- Samuel Butler - Inglaterra

## C
- Andrea Camilleri - Itália
- Albert Camus - França
- Manoel Carlos - Brasil
- Truman Capote - EUA
- Lewis Carroll - Inglaterra
- Maria Judite de Carvalho - Portugal
- Adolfo Bioy Casares - Argentina
- Miguel de Cervantes - Espanha
- Raymond Chandler - EUA
- Agatha Christie - Inglaterra
- John Maxwell Coetzee - Austrália
- Ivy Compton-Burnett - Inglaterra
- Joseph Conrad - Inglaterra
- James Fenimore Cooper - EUA

## D
- Jules Amédée Barbey d'Aurevilly - França
- Roald Dahl - Inglaterra
- Charles Dickens - Inglaterra
- Monica Dickens - Inglaterra
- John Dos Passos - UAE
- Fiódor Dostoiévski - Rússia

## E
- George Eliot - Inglaterra
- Ralph Ellison - EUA

## F
- William Faulkner - EUA
- Henry Fielding - Inglaterra
- Ronald Firbank - Inglaterra
- F. Scott Fitzgerald - EUA
- Ian Fleming - Inglaterra
- Shelby Foote - EUA
- E.M. Forster - Inglaterra
- John Fowles - Inglaterra
- Carlos Fuentes - México

## G
- Omar Prego Gadea - Uruguai
- Alberto Blest Gana - Chile
- André Gide - França
- George Gissing - Inglaterra
- George R. R. Martin - Estados Unidos
- William Golding - Inglaterra
- Henry Green - Inglaterra
- Graham Greene - Inglaterra
- Gustavo Reiz - Brasil
- Gilson Santos De Oliveira - Brasil

## H
- Dashiell Hammett - EUA
- Thomas Hardy - EUA
- L. P. Hartley - Inglaterra
- Ernest Hemingway - EUA
- Victor Hugo - França
- Aldous Huxley - Inglaterra

## I
- Christopher Isherwood - Inglaterra

## J
- Henry James - EUA e Inglaterra
- Sérgio Jockyman - Brasil
- James Joyce - Irlanda
- João Emanuel Carneiro - Brasil

## K
- Franz Kafka - Checoslováquia (em alemão)
- Jean-Baptiste Alphonse Karr - França
- Yasunari Kawabata - Japão
- Jack Kerouac - EUA
- Charles Kingsley - Inglaterra
- Rudyard Kipling - Inglaterra
- Maxine Kumin - EUA

## L
- D. H. Lawrence - Inglaterra
- Rosamond Lehmann - Inglaterra
- Orígenes Lessa - Brasil
- Doris Lessing - Inglaterra
- Clarice Lispector - Brasil
- Jean Little - Canadá
- Jack London - EUA
- Vicente Fidel López - Argentina
- Carlos Lombardi - Brasil

## M
- André Malraux - França
- Heinrich Mann - Alemanha
- Thomas Mann - Alemanha
- François Mauriac - França
- André Maurois - França
- Luís Romano de Madeira Melo - Cabo Verde
- Lícia Manzo - Brasil
- Mary McCarthy - EUA
- Carson McCullers - EUA
- Herman Melville - EUA
- Henry Miller - EUA
- Mário de Sá-Carneiro - Portugal
- Octave Mirbeau - França
- Yukio Mishima - Japão
- George Moore - Irlanda
- Garci Rodríguez de Montalvo - Espanha
- Henry de Montherlant - França
- Wright Morris - EUA
- Alfred de Musset - França

## N
- Vladimir Nabokov - Rússia (em russo e em inglês)

## O
- Thalma de Oliveira - Brasil
- Juan Carlos Onetti - Uruguai
- George Orwell - Inglaterra

## P
- Thomas Love Peacock - Inglaterra
- Arturo Pérez-Reverte - Espanha
- Nélida Piñon - Brasil
- Sylvia Plath - EUA
- Edgar Allan Poe - EUA
- Marcel Proust - França
- Thomas Pynchon - EUA
- Glória Perez - Brasil

## Q
- Jorge H. Queirolo-Bravo - Ecuador

## R
- Gaspar Pires de Rebelo - Portugal
- Dorothy Richardson - Inglaterra
- Harold Robbins - EUA
- Romain Rolland - França

## S
- Emilio Salgari - Itália
- J. D. Salinger - EUA
- George Sand - França
- Carl Sandburg - EUA
- May Sarton - Bélgica
- Jean-Paul Sartre - França
- Ilan Sheinfeld - Israel
- Georges Simenon - França
- Aguinaldo Silva - Brasil
- Tobias Smollett - Inglaterra
- Stendhal - França
- John Steinbeck - EUA
- Laurence Sterne - Inglaterra
- Robert Louis Stevenson - Escócia
- Bertha von Suttner - Áustria

## T
- Junichiro Tanizaki - Japão
- William Makepeace Thackeray - Inglaterra
- Liev Tolstói - Rússia
- Ivan Turgeniev - Rússia
- Mark Twain - EUA

## U
- Edward Upward - Inglaterra

## V
- Jules Verne - França
- Kurt Vonnegut - EUA
- Peter de Vries - EUA

## W
- John Wain - Inglaterra
- Hugh Walpole - Inglaterra
- Auberon Waugh - Inglaterra
- Evelyn Waugh - Inglaterra
- Jakob Wassermann - Alemanha
- Peter Weiss - Alemanha
- H. G. Wells - Inglaterra
- Edith Wharton - EUA
- Oscar Wilde - Irlanda
- Virginia Woolf - Inglaterra

## Y
- Akira Yoshimura - Japão

## Z
- Yevgeny Zamyatin - Rússia
- Stefan Zweig - Áustria